# Beak
Das Beak, auch das Bihk, war eine Gewichtseinheit für Gold und Silber oder das leichte Gewicht in Mokka.
- 1 Beak = 1,5 Wakaias/Vakias/Vakeas/Wakeas (Unze) = 15 Caflas/Koffalas/Coffalas/Koffilas = 240 Karat = 46,523 Gramm
- 1 Vakia = 31,0153 Gramm